# Aruuke Kadyrbek kyzy
Aruuke Kadyrbek kyzy (kirg. Арууке Кадырбек кызы; ur. 2003) – kirgiska zapaśniczka walcząca w stylu wolnym.
Brązowa medalistka mistrzostw Azji w 2024. Druga na mistrzostwach Azji U-23 w 2025; trzecia w 2022 i 2024 roku.